# Air Products and Chemicals
Air Products and Chemicals, Inc. is een internationale onderneming met hoofdzakelijk als doel het verkopen van gassen en chemische stoffen voor industriële doeleinden. Het hoofdkantoor van Air Products ligt in Allentown, in de Lehighvallei van Pennsylvania, Verenigde Staten. Leonard P. Pool richtte in 1940 de onderneming op. Haar Franse dochtermaatschappij in Saint-Quentin-Fallavier, was op 26 juni 2015 het doelwit van een aanslag.